# Wirsberg
Wirsberg er en købstad (markt) i Landkreis Kulmbach, Regierungsbezirk Oberfranken i den tyske delstat Bayern.

## Geografi
Wirsberg er en kurby, der ligger cirka 20 kilometer nord for Bayreuth, i Naturpark Frankenwald.

### Inddeling
Udover Wirsberg, ligger der i kommunen disse landsbyer og bebyggelser:
- Birkenhof
- Cottenau
- Einöde
- Goldene Adlerhütte
- Neufang
- Osserich
- Schlackenmühle
- Sessenreuth
- Weißenbach